# ماريك أداموفيتش
ماريك أداموفيتش (بالبولندية: OREU)‏ هو رابر ودي جيه بولندي، ولد في 11 سبتمبر 1976 في شتشين في بولندا.